# MO☆MO
MO☆MO（もも、1986年8月12日 - ）は、日本の元AV女優。
趣味はネイルアート、特技は水泳・バスケットボール。

## 略歴
グラビアアイドル時代は市井 ももとして活動。
やりすぎコージー（テレビ東京）の初代「やりすぎガール」のメンバーのひとりだった。
2006年12月に『やりすぎ×ギリギリモザイク 新人ギリギリモザイク』でAVデビュー。

## 作品

### アダルトビデオ
※全てS1より発売。
- やりすぎ×ギリギリモザイク 新人ギリギリモザイク (2006年12月19日)
- やりすぎ×ギリギリモザイク ネットリ濃厚セックス (2007年1月7日)
- やりすぎ×ギリギリモザイク SEX ON THE BEACH～南の島でパコパコ! (2007年2月7日)
- S1二周年記念!完全撮り下ろしスペシャルまとめてドーンッ!! (2007年2月7日)
- ギリギリモザイク 学校でセックスしよっ♥ (2007年3月19日)
- ギリギリモザイク 水着でパコパコしよっ (2007年4月19日)
- ハイパーギリギリモザイク 特殊浴場TSUBAKI 貸切入浴料1億円 (2007年5月3日)…共演:蒼井そら、麻美ゆま、吉沢明歩、穂花、小川あさ美、片瀬まこ、伊沢千夏、果梨、西野翔、遥めぐみ、美優千奈 ※AV OPEN 2007エントリー作品
- ギリギリモザイク 20コスチュームでパコパコ! (2007年5月19日)
- ギリギリモザイク やりすぎ特殊浴場 本指名 (2007年6月7日)
- ギリギリモザイク 無限絶頂！激イカセFUCK (2007年7月7日)
- ギリギリモザイク やりすぎバコバコ乱交 (2007年8月19日)
- まるごと4時間×ギリギリモザイク もっと激しく、激しく突いてやりすぎ濃厚セックス (2007年9月19日)
- ハイパー×ギリギリモザイク 特殊浴場TSUBAKI8時間 (2007年12月7日)…共演:蒼井そら、麻美ゆま、伊沢千夏、小川あさ美、片瀬まこ、果梨、西野翔、遥めぐみ、穂花、美優千奈、吉沢明歩

## テレビ出演
- 朝までたけし的ショー（2007年1月2日、テレビ朝日）